# ژرار بره
ژرار بره (فرانسوی: Gérard Barray‎؛ ۲ نوامبر ۱۹۳۱ - ۱۵ فوریهٔ ۲۰۲۴) بازیگر سینما و بازیگر تلویزیون اهل فرانسه بود.
از فیلم‌ها یا برنامه‌های تلویزیونی که وی در آن نقش داشته‌است می‌توان به جانور سکسی، چشمانت را باز کن، و سه تفنگدار اشاره کرد.